# Conus floccatus
Conus floccatus е вид охлюв от семейство Conidae. Видът не е застрашен от изчезване.

## Разпространение и местообитание
Разпространен е в Австралия (Куинсланд и Северна територия), Американска Самоа, Вануату, Гуам, Източен Тимор, Индонезия (Сулавеси), Маршалови острови, Микронезия, Ниуе, Нова Каледония, Палау, Самоа, Соломонови острови, Токелау и Филипини.
Обитава морета, лагуни и рифове. Среща се на дълбочина от 15 до 60 m, при температура на водата около 24,1 °C и соленост 35,5 ‰.